# Once in a Long, Long While...
| Recensione      | Giudizio |
| --------------- | -------- |
| GIGsoup         | 72/100   |
| Volume Magazine |          |

Once in a Long, Long While... è il terzo album in studio del gruppo musicale islandese Low Roar, pubblicato il 14 aprile 2017 dalla Nevado Records.

## Tracce
Testi e musiche di Ryan Karazija.
1. Don't Be So Serious – 6:13
2. Bones – 2:50
3. St. Eriksplan – 3:41
4. Give Me an Answer – 3:43
5. Waiting (10 Years) – 4:05
6. Without You – 3:54
7. Gosia – 4:13
8. Once in a Long, Long While... – 5:17
9. Crawl Back – 4:09
10. Poznan – 2:03
11. Miserably – 3:55
12. 13 – 5:24

Traccia bonus nell'edizione 2 LP
1. I Won't Be Long – 2:22

## Formazione
Hanno partecipato alle registrazioni, secondo le note di copertina:
Gruppo
- Ryan Karazija – voce, strumentazione, programmazione
- Mike Lindsay – strumentazione, programmazione
- Andrew Scheps – strumentazione, programmazione

Altri musicisti
- Jófríður Ákadóttir – voce (traccia 2)
- Juan Pablo González – pianoforte (tracce 2 e 11)
- Hannah Peel – trombone (tracce 3 e 5)
- Laura J Martin – flauto traverso (tracce 3 e 7), flauto traverso campionato (traccia 13)
- Carlos Metta – pianoforte (traccia 11)
- José Villagómez – trombone (traccia 11)
- Anton Patzner – strumenti ad arco (traccia 11)

Produzione
- Andrew Scheps – produzione, registrazione, missaggio
- Mike Lindsay – produzione, registrazione, missaggio
- Ryan Karazija – produzione, registrazione, missaggio
- Juan Pablo González – registrazione aggiuntiva
- Matt Glasbey – assistenza tecnica
- Beau Blaise – assistenza tecnica
- Callum Marinho – assistenza tecnica
- Lilias Buchanan – illustrazione